# Raivuna cummingi
Raivuna cummingi är en insektsart som först beskrevs av William Lucas Distant 1906.  Raivuna cummingi ingår i släktet Raivuna och familjen Dictyopharidae. Inga underarter finns listade i Catalogue of Life.